# حاسوب عصبي تفاضلي

حاسوب عصبي قابل للاشتقاق يُدرب على تخزين أعداد ثنائية كثيفة واسترجاعها. يبرز أداء مرجعي للمهمة أثناء عملية التدريب. في الجزء العلوي الأيسر من الشكل، نجد المدخل (باللون الأحمر) والهدف (باللون الأزرق) ممثلين بكلمات مكونة من 5 بت وإشارة مقاطعة مؤلفة من بت واحد. وفي الجزء العلوي الأيمن، نلاحظ مخرجات النموذج.

الحاسوب العصبي التفاضلي هو نموذج شبكي عصبي معزز بالذاكرة، وعادة ما يكون تكراريًا في تطبيقه (ولكن ليس هذا شرطًا). نُشر هذا النموذج عام 2016 على يد أليكس غريفز وزملائه في شركة ديب مايند.

## التطبيقات
يُستلهم الحاسوب العصبي التفاضلي، بطريقة غير مباشرة، من معمارية فون نيومان، مما يجعله مرشحًا قويًا للتفوق على البنى التقليدية في المهام التي تعتمد بشكل أساسي على الخوارزميات والتي لا يمكن تعلمها من خلال تحديد حدود القرار.
حتى الآن، أثبتت شبكات الذاكرة العصبية قدرتها على التعامل مع المهام البسيطة نسبياً، والتي يمكن حلها باستخدام البرمجة التقليدية. ولكن لا تحتاج شبكات الذاكرة العصبية إلى البرمجة لكل مشكلة، بل يمكن تدريبها بدلاً من ذلك. تسمح فترة الانتباه هذه للمستخدم بتغذية هياكل البيانات المعقدة مثل الرسوم البيانية بشكل تسلسلي، واستدعائها للاستخدام لاحقاً. علاوة على ذلك، يمكنها تعلم جوانب من المنطق الرمزي وتطبيقه على الذاكرة العاملة. يرى الباحثون الذين نشروا هذه الطريقة إمكانية تدريب شبكات الذاكرة العصبية على أداء مهام معقدة ومنظمة،  ومعالجة تطبيقات البيانات الضخمة التي تتطلب نوعًا من المنطق، مثل توليد تعليقات الفيديو أو التحليل الدلالي للنص.
يمكن تدريب الحاسوب العصبي التفاضلي على التنقل بنجاح في أنظمة النقل السريع، ثم تطبيقها على أنظمة نقل أخرى مختلفة. عادةً ما تتطلب الشبكات العصبية التقليدية، التي تفتقر إلى الذاكرة، البدء من الصفر في تعلم كل نظام نقل جديد. في مهام مثل عبور الرسوم البيانية ومعالجة التسلسلات، والتي تعتمد على التعلم المراقب، تفوقت شبكات الحاسوب العصبي التفاضلي على بدائلها، مثل الذاكرة قصيرة المدى المطولة وآلة تورينج العصبية. وباستخدام نهج التعلم التعزيزي في حل لغز الكتل، دُرب الحاسوب العصبي التفاضلي بشكل منهجي لتعلم وضع الخطط. وقد تجاوز داء هذه الشبكات أداء الشبكات العصبية المتكررة التقليدية.

## البنية المعمارية

مخطط نظام الحاسوب العصبي التفاضلي

قُدمت شبكات الحاسوب العصبي التفاضلي (DNC) باعتبارها امتدادًا لآلة تورينج العصبية (NTM)، إذ أضافت إليها آليات انتباه للذاكرة تتحكم في مواقع تخزين المعلومات، وآليات انتباه زمنية تسجل تسلسل الأحداث. يتيح هذا الهيكل لشبكات الحاسوب العصبي التفاضلي أن تكون أكثر مرونة واستقلالية عن التفاصيل المحددة مقارنة بآلة تورينج العصبية، مع قدرتها على أداء مهام تتطلب تبعيات أطول أمدًا من تلك التي تستطيع شبكات الذاكرة قصيرة المدى المطولة (LSTM) التعامل معها. يمكن تخصيص الذاكرة، التي تتكون ببساطة من مصفوفة، ديناميكيًا والوصول إليها بشكل مستمر. تتميز هذه الشبكات بكونها قابلة للتفاضل من البداية إلى النهاية، أي أن كل مكون من مكوناتها الفرعية قابل للتفاضل، مما يجعل النموذج بأكمله قابلاً للتفاضل. وهذا يجعل من الممكن تحسينها بكفاءة باستخدام الانحدار التدريجي.
يُشبه نموذج الحاسوب العصبي التفاضلي في بنيته المعمارية معمارية فون نيومان، ونظراً لمرونة حجم الذاكرة فيه، فهو قادر على تنفيذ أي عملية حسابية نظرية وفقًا لنموذج تورنغ.

### الإضافات
تشمل التحسينات المقترحة معالجة مسألة الذاكرة المتفرقة، مما يؤدي إلى تقليل تعقيد الوقت والمساحة بمقدار آلاف المرات. ويمكن تحقيق ذلك باستخدام خوارزميات التقريب للجوار الأقرب، مثل هاشينج الحساس للموقع أو شجرة "كي دي" العشوائية، كما هو متوفر في المكتبة السريعة لتحديد أقرب الجيران بجامعة كولومبيا البريطانية. كما يُضاف إلى ذلك مفهوم الوقت الحسابي التكيفي (ACT)، الذي يهدف إلى فصل الوقت الحسابي عن وقت البيانات، مستفيدًا من حقيقة أن طول المشكلة وصعوبتها ليسا متطابقين دائمًا.
من جهة أخرى، يُظهر التدريب باستخدام التدرجات الاصطناعية أداءً أفضل بكثير مقارنة بالانتشار العكسي عبر الزمن (BPTT). وأخيرًا، يمكن تعزيز المتانة من خلال استخدام التطبيع الطبقي وإسقاط الالتفاف كأسلوب تنظيمي.